# Harmodios a Aristogeiton

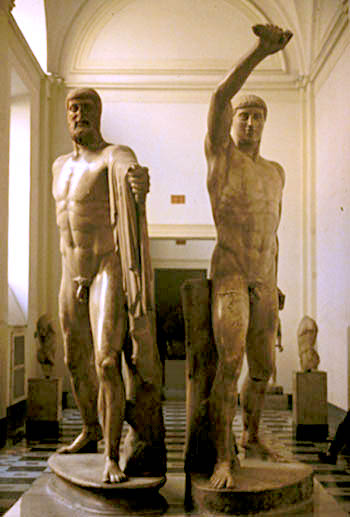
Socha Tyranobijců (římská kopie)

Harmodios a Aristogeiton byli urození Athéňané, známí jako Tyranobijci, kteří roku 514 př. n. l. provedli atentát na Hipparcha, mladšího bratra a spoluvládce athénského tyrana Hippia.
Aristogeiton měl mladého milence (eromenos) Harmodia, o kterého se neúspěšně ucházel Hipparchos, bratr athénského tyrana Hippia, syna Peisistratova. Protože Harmodiova rodina byla vlivná a vážená, nemohl se Hipparchos, který chtěl s tradiční aristokracií vycházet po dobrém, pomstít otevřeně. Příležitost se mu naskytla při slavnosti Panathénaje; když se Harmodiova sestra ucházela o místo kaneforos ve slavnostním průvodu, byla odmítnuta, protože údajně nesplňovala podmínku panenství. V reakci na tuto urážku shromáždili Harmodios a Aristogeiton své příznivce a Hipparcha probodli mečem skrytým v myrtové ratolesti. Lid se ale ke vzbouřencům nepřidal a Harmodios s Aristogeitonem byli na místě zabiti palácovou stráží. Hippiás po této události zahájil tvrdé represe proti svým odpůrcům, ale roku 510 byl svržen Kleisthenem s pomocí Sparťanů. Nový režim vyhlásil Harmodia a Aristogeitona za mučedníky a symbol athénské demokracie. Na Akropolis bylo vztyčeno jejich sousoší, které vytvořil sochař Anténór: byl to první pomník skutečným osobám v řeckých dějinách. Příběh o Tyranobijcích zaznamenal Thúkydidés.